# Konfederacja słucka
Konfederacja słucka – konfederacja zawiązana 20 marca 1767 roku w Słucku przez szlachtę prawosławną i kalwińską Wielkiego Księstwa Litewskiego dla poparcia żądań Katarzyny II w sprawie równouprawnienia innowierców. Marszałkiem został Jan Jerzy Grabowski. Wspierana przez oddziały wojsk rosyjskich gen. Iwana Nummersa, przyczyniła się do destabilizacji Rzeczypospolitej, zawiązania konfederacji radomskiej i upadku części reform sejmu konwokacyjnego. 
Większość jej postulatów została uwzględniona w Traktacie Warszawskim, która przywracała prawa polityczne i swobody religijne innowierców, zachowując wszakże państwowy charakter rzymskiego katolicyzmu w państwie i zakaz jego porzucania na rzecz innych wyznań.
Postulat wspierania polskich innowierców znajdował się jako punkt tajny we wszystkich traktatach sojuszniczych rosyjsko-pruskich od roku 1730.
Papież Klemens XIII zaniepokojony popieraniem przez Rosję konfederacji słuckiej i zagrożeniem praw Kościoła katolickiego w Rzeczypospolitej Obojga Narodów powołał w połowie 1767 roku Kongregację do Spraw Polskich.